# Franjo Rački

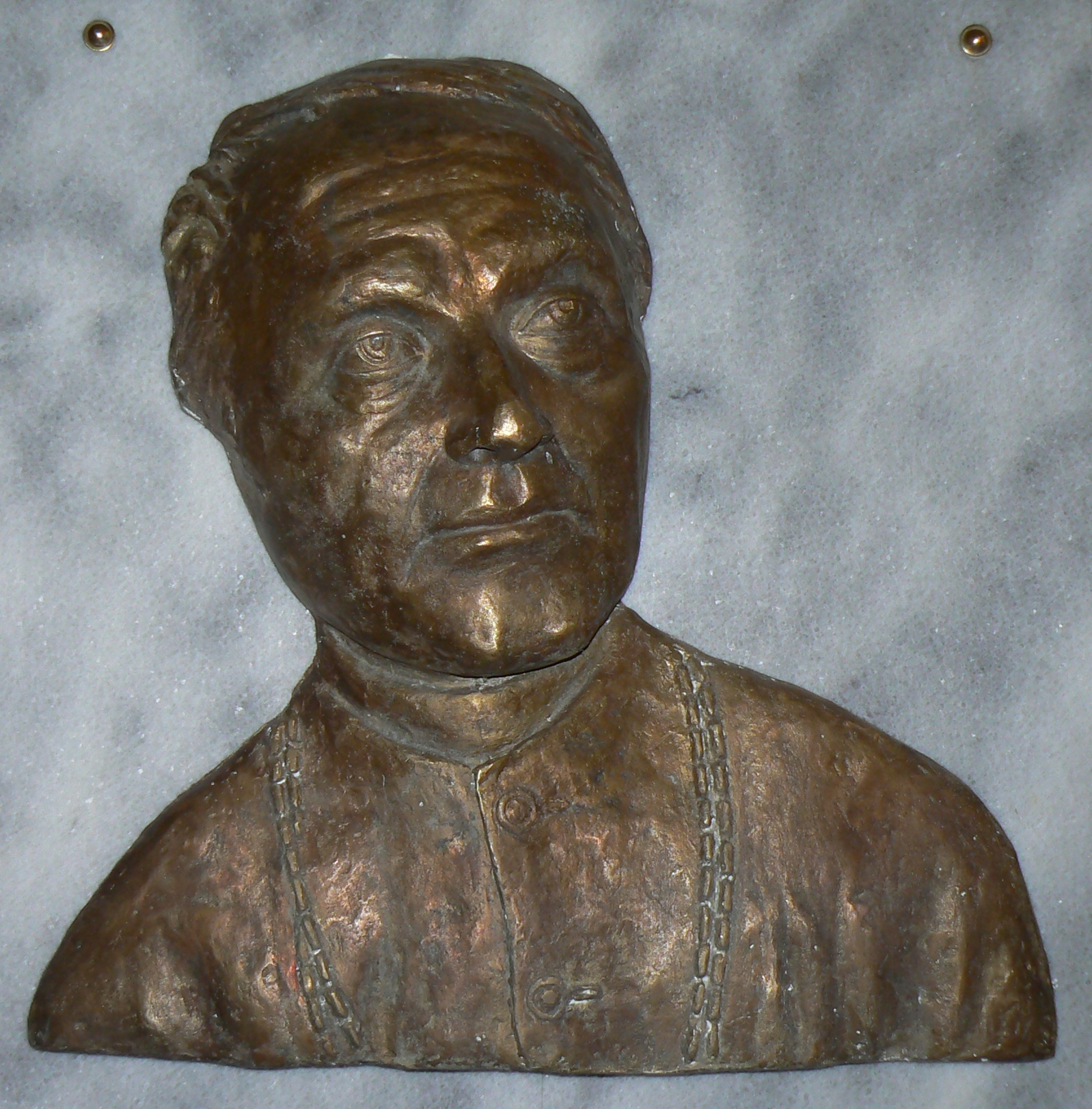
Płaskorzeźba Franjo Račkiego w bibliotece Bułgarskiej Akademii Nauk w Sofii

Franjo Rački (ur. 25 listopada 1828 w Fužine, zm. 13 lutego 1894 w Zagrzebiu) – chorwacki duchowny katolicki, działacz narodowy, ideolog jugoslawizmu, historyk.

## Życiorys
Franjo Rački pochodził z rodziny kupieckiej. W 1848 roku ukończył gimnazjum w Senju, rok później rozpoczął studia teologiczne na Uniwersytecie Wiedeńskim. Ukończył je w 1852 roku, w tym samym roku przyjął święcenia kapłańskie. W 1855 roku zdobył stopień doktora teologii i został profesorem teologii w seminarium w Senju. W latach 1857–1860 prowadził studia historyczne w Rzymie.
Po powrocie do Chorwacji w 1860 roku, wobec zmienionych warunków politycznych, zaangażował się w życie oświatowe i polityczne. Wraz ze swym przyjacielem biskupem Josipem Strossmayerem założył Partię Narodową. Celem tego stronnictwa było zjednoczenie Słowian południowych (początkowo językowe i kulturalne, a następnie polityczne) w ramach federacji pod berłem Habsburgów. Podejmował w ten sposób hasła wygasłego już iliryzmu i stał się głównym ideologiem partii oraz ruchu jugosłowiańskiego. Manifestem programowym ruchu stał się artykuł Račkiego Jugoslavenstvo opublikowany w 1860 roku w czasopiśmie Pozor. Od 1861 roku był deputowanym do saboru z ramienia Partii Narodowej.
Od 1863 roku pełnił funkcję szkolnego inspektora krajowego. W 1867 roku został prezesem Jugosłowiańskiej Akademii Nauki i Sztuki, powołanej z jego staraniem w Zagrzebiu; pozostawał na tym stanowisku przez niemal 20 lat (do 1886 roku), prowadząc także badania naukowe nad historią średniowieczną Słowian południowych.
Po rozczarowaniach jakimi były dla niego warunki ugody węgiersko-chorwackiej z 1868 roku oraz przejście Partii Narodowej na stanowiska prowęgierskie w 1873 roku, razem ze Strossmayerem, porzucił politykę. Powrócił jednak do niej w 1880 roku, będąc jednym z założycieli Niezależną Partię Narodową, o programie zbliżonym do pierwotnych idei Partii Narodowej (autonomia Chorwacji w ramach monarchii austro-węgierskiej, dążenie do zbliżenia Słowian południowych).

## Prace naukowe (wybór)
- Viek i djelovanie sv. Cyrilla i Methoda slovjenskih apoštolov, 1857–1859;
- Odlomci iz državnoga prava hrvatskoga za narodne dynastije, 1861;
- Bogomili i Patareni, 1869–1870;
- Borba Južnih Slovena za državnu neodvisnost u XI vieku, 1873–1874;
- Hrvatska dvorska kancelarija i njezine izprave za vladavine narodne dinastije, 1876;
- Nutarnje stanje Hrvatske prije XII stoljeća, 1884–1893.